# Ключ 93
| 牛                     | 牛           | 牛           |
| ---------------------- | ------------ | ------------ |
| 92                     | 93           | 94           |
| Піньінь:               | niú          | niú          |
| Чжуїнь:                | ㄋㄧㄡˊ      | ㄋㄧㄡˊ      |
| Вейд-Джайлз:           | niu2         | niu2         |
| Ютпхін:                | ngau4        | ngau4        |
| Он:                    |              |              |
| Кун:                   |              |              |
| Кандзі:                | 牛偏 ushihen | 牛偏 ushihen |
| Хун:                   | 소 so        | 소 so        |
| Им:                    | 우 u         | 우 u         |
| Індекс у Вікісловнику: | 牛           | 牛           |

Ключ 93 — ієрогліфічний ключ, що означає корова і є одним із 34 (загалом існує 214) ключів Кансі, що складаються з чотирьох рисок.
У Словнику Кансі 233 символи із 40 030 використовують цей ключ.

## Символи, що використовують ключ 93

Як писати ієрогліф.

| без додаткових | 牛 牜                            |
| 2 додаткові    | 牝 牞 牟                         |
| 3 додаткові    | 牠 牡 牢 牣 牤                   |
| 4 додаткові    | 牥 牦 牧 牨 物 牪 牫 牬          |
| 5 додаткових   | 牭 牮 牯 牰 牱 牲 牳 牴 牵       |
| 6 додаткових   | 牶 牷 牸 特 牺                   |
| 7 додаткових   | 牻 牼 牽 牾 牿 犁                |
| 8 додаткових   | 犀 犂 犃 犄 犅 犆 犇 犈 犉 犊 犋 |
| 9 додаткових   | 犌 犍 犎 犏 犐 犑                |
| 10 додаткових  | 犒 犓 犔 犕 犖 犗                |
| 11 додаткових  | 犘 犙 犚 犛                      |
| 12 додаткових  | 犜 犝 犞 犟                      |
| 13 додаткових  | 犠                               |
| 15 додаткових  | 犡 犢 犣 犤 犥 犦                |
| 16 додаткових  | 犧 犨                            |
| 18 додаткових  | 犩                               |
| 20 додаткових  | 犪                               |
| 23 додаткові   | 犫                               |